# 玉山绢藓
玉山绢藓（学名：Entodon morrisonensis）为绢藓科绢藓属下的一个种。